# Martín Caparrós
Martín Caparrós (Buenos Aires, 29 de maio de 1957) é um escritor e jornalista argentino. Seu pai era Antonio Caparrós, um renomado psiquiatra. Caparrós começou a escrever profissionalmente aos dezesseis anos. Seu primeiro trabalho profissional no jornalismo foi no extinto jornal Noticias. Ele também escreveu extensivamente para publicações internacionais, incluindo The New York Times, The Guardian, El País e The Washington Post.
Como escritor, Martin Caparrós é conhecido por suas obras detalhadas e perspicazes de ficção e não-ficção. Alguns de seus livros mais notáveis de sua autoria incluem La Voluntad, El Hambre e El Interior. Seus livros foram traduzidos para vários idiomas, o que lhe rendeu grande aclamação.
Caparrós também tem atuado em várias causas sociais e políticas. Ele fez campanha por uma maior participação democrática na América Latina e para aumentar a conscientização sobre pobreza, desigualdade e questões de direitos humanos. Ele recebeu vários prêmios por seu trabalho, incluindo o Prêmio Planeta por La Historia em 2011. Após o golpe de Estado na Argentina em 1976, Caparrós foi exilado na França. Ele obteve um diploma de história em Paris na Universidade de Paris. Atualmente reside em Madri.

## Ficção
- 1984 – Ansay o los infortunios de la gloria
- 1986 – No velas a tus muertos
- 1990 – El tercer cuerpo
- 1990 – La noche anterior
- 1999 – La Historia
- 2001 – Un día en la vida de Dios
- 2004 – Valfierno
- 2008 – A quien corresponda
- 2011 – Los Living
- 2013 – Comí
- 2016 – Echeverría
- 2018 – Todo por la patria'
- 2020 – Sinfin
- 2022 – Dziadkowie (Avós)

## Não-ficção
- 1992 – Larga distancia
- 1994 – Dios Mío
- 1995 – La Patria Capicúa
- 1997 – La Voluntad
- 1999 – La guerra moderna
- 2001 – Extinción, últimas imágenes del trabajo en la Argentina.
- 2002 – Bingo!
- 2003 – Amor y anarquía
- 2002 – Qué País, Informe urgente sobre la Argentina que viene.
- 2005 – Boquita
- 2006 – El Interior.
- 2009 – Una luna.
- 2012 – Argentinismos.
- 2014 – El hambre.
- 2016 – Lacronica
- 2017 – Hunger: The Oldest Problem
- 2018 – Postales
- 2019 – Ahorita
- 2021 – Ñamerica

## Prêmios e distinções
- 1992: Premio Internacional de Periodismo Rey de España
- 2004: Premio Planeta Latinoamérica
- 2011: Premio Herralde de Novela
- 2014: Premio Konex de Platino
- 2016: Premio Cálamo Extraordinario
- 2016: Premio Letterario Internazionale Tiziano Terzani
- 2016: Premio Internacional de Ensayo Caballero Bonald
- 2017: Premio Nacional de Periodismo Miguel Delibes
- 2017: Premio María Moors Cabot, Columbia University
- 2017: Ciudadano Ilustre de la Ciudad Autónoma de Buenos Aires
- 2019: Premio Ítaca en reconocimiento a su trayectoria periodística, Universidad de Barcelona
- 2022: Premio Especial del Jurado de los Premios Archiletras de la Lengua
- 2022: Premios Ortega y Gasset

## Filmografia
- Crónicas Mexicas, Contrakultura Films, Eduardo Montes-Bradley, diretor. Argentina, 2003. (Documentário)
- Cazadores de Utopías, David Blaustein, diretor. Argentina (Documentário)